# Moteur Honda série K
Le moteur Honda série K est un moteur thermique automobile à combustion interne, essence quatre temps.

## K20

### K20A Type R
- Sur:
  - 2001-2005 Honda Civic Type-R (EP3) JDM
    - Puissance : 215 ch à 8000 tr/min

  - 2001-2006 Honda Integra Type-R (DC5) JDM
    - Puissance : 215 ch à 8000 tr/min

  - 2002-2006 Honda Accord Euro-R JDM
    - Puissance : 2L de 220 ch à 8000 tr/min

  - 2016 : Gibson GH-20 : 255 ch à 8200 tr/min[1]

### K20A2
- Sur:
  - 2001-2005 Honda Civic Type-R (EP3) Europe
    - Puissance : 200 ch à 7400 tr/min

  - 2002-2004 Acura RSX Type-S (DC5) USA/CAN
    - Puissance : 205 ch à 7400 tr/min

### K20A3
- Sur:
  - 2002-2005 Honda Civic Si (USA) / Honda Civic SIR (Canadien) (EP3)
    - Puissance : 160 ch à 6500 tr/min

  - 2002-2006 Acura RSX USA/CAN
    - Puissance : 155 ch à 6500 tr/min

### K20A4
- Sur:
  - 2002-2006 Honda CRV.

### K20Z1
- Sur:
  - 2005-2006 Acura RSX-S
    - Puissance : 210 ch à 7800 tr/min

### K20Z2
- Sur:
  - 2006- Acura CSX (Canada)
    - Puissance : 155 ch à 6000 tr/min

  - 2006- Honda Civic (JDM)
    - Puissance : 155 ch à 6000 tr/min

  - 2006- Honda Accord Sport(Europe)
    - Puissance : 155 ch à 6000 tr/min

### K20Z3
- Sur :
  - 2006+ Honda Civic Si
    - Puissance : 197 ch à 7 800 tr/min

  - 2007 Acura CSX Type-S
    - Puissance : 197 ch à 7 800 tr/min

### K20Z4
- Sur :
  - 2007+ Honda Civic Type-R (FN2) Europe
    - Puissance : 201 ch à 8000 tr/min

## K23

### K23A1
- Sur :
  - 2007 Acura RDX
    - Puissance : 240 ch à 6 000 tr/min (turbo)
      - Couple :sA 350 N m à 6 000 tr/min

## K24

### K24A1
- Sur :
  - 2002-2006 Honda CR-V
    - Puissance : 160 ch à 6000 tr/min

### K24A2
- Sur :
  - 2004-2008 Acura TSX
    - Puissance : 205 ch à 6800 tr/min

### K24A4
- Sur :
  - 2003-2005 Honda Accord, 2003-2006 Honda Element
    - Puissance : 160 ch à 5500 tr/min shree

### K24A8
- Sur :
  - 2006/2007 Honda Accord 
    - Puissance : 190 ch à 5000 tr/min

### K24Z3
- Sur :
  - 2008-12 Honda Accord LX-S/EX/EX-L modèle (CP2, CS1)
    - Puissance : 190 ch à 7000 tr/min
- Sur :
  - 2009+ Acura TSX / Honda Accord / Honda Accord Euro (CU2)
    - Puissance : 201 ch à 7100 tr/min

### K24Z7
- Sur :
  - 2012+ Honda Civic Si 
    - Puissance : 205 ch à 7500 tr/min ; vtec 5 200 tr/min à 7 500 tr/min ; rev  limiter  7 500 tr/min. Gas 91octane +